# Aplay
aplay è un riproduttore di file audio a riga di comando per il sistema sonoro ALSA. Supporta diversi formati di file e schede audio multiple. Per i formati di file supportati, dati quali la frequenza di campionamento, il bit depth e simili possono essere determinati dall'intestazione del file sonoro.

## Esempio
```
aplay -c 1 -t raw -r 22050 -f mu_law foobar

```

riprodurrà il file raw "foobar" come un file .au a 22050 Hz, mono, 8-bit.